# Jęczniki Małe
Jęczniki Małe (kaszub. Môłé Jăczniczi, niem. Klein Jenznick) – osada w Polsce położona w województwie pomorskim, w powiecie człuchowskim, w gminie Człuchów.
Miejscowość  w pobliżu drogi krajowej nr 25, jest częścią składową sołectwa Jęczniki Małe.
Prywatna wieś szlachecka położona była w drugiej połowie XVI wieku w województwie pomorskim. W latach 1975–1998 miejscowość administracyjnie należała do województwa słupskiego.

## Historia
Jęczniki (dziś Jęczniki Małe i Jęczniki Wielkie) notowane są w dokumentach źródłowych od roku 1350 – villa Gynczknik. Podział wsi na Jęczniki Małe i Wielkie nastąpił w XV wieku, pojawia się wówczas forma pisowni Jącnik ewoluująca do obecnego brzmienia.